# Хорія (Тулча)
Хорія (рум. Horia) — село у повіті Тулча в Румунії. Адміністративний центр комуни Хорія.
Село розташоване на відстані 197 км на схід від Бухареста, 32 км на південний захід від Тулчі, 96 км на північ від Констанци, 55 км на південний схід від Галаца.

## Населення
За даними перепису населення 2002 року у селі проживали 1122 особи, з них 1121 особа (99,9%) румунів. Усі жителі села рідною мовою назвали румунську.